# Cuestión del Jura
La cuestión del Jura (en francés: Question jurassienne, en alemán: Jurafrage), también conocida como conflicto del Jura (en francés: conflit du Jura), es un conflicto político que afecta a la región del Jura, en el noroeste de Suiza. Desde el siglo XIX, esta disputa se ha considerado una cuestión de minorías originada por la anexión del antiguo principado episcopal de Basilea al cantón de Berna, predominantemente protestante y de habla alemana, y que puso a la población católica de habla francesa en una situación de subordinación política. El conflicto se recrudeció a mediados del siglo XX y desembocó en la creación en 1979 del cantón del Jura en la parte norte de la región, mientras que el denominado Jura bernés, en el sur, permaneció dentro del cantón de Berna. También se inscribe en el contexto de la cuestión del Jura, en su sentido más amplio, la incorporación del  distrito de Laufen al cantón de Basilea-Campiña, aunque en este caso las causas fueron diferentes. Desde la perspectiva de los separatistas, partidarios de integrar el Jura bernés en el cantón del Jura, el conflicto aún no está resuelto. En la actualidad, la cuestión del Jura gira en torno a la posible anexión de los municipios del Jura bernés al cantón del Jura.

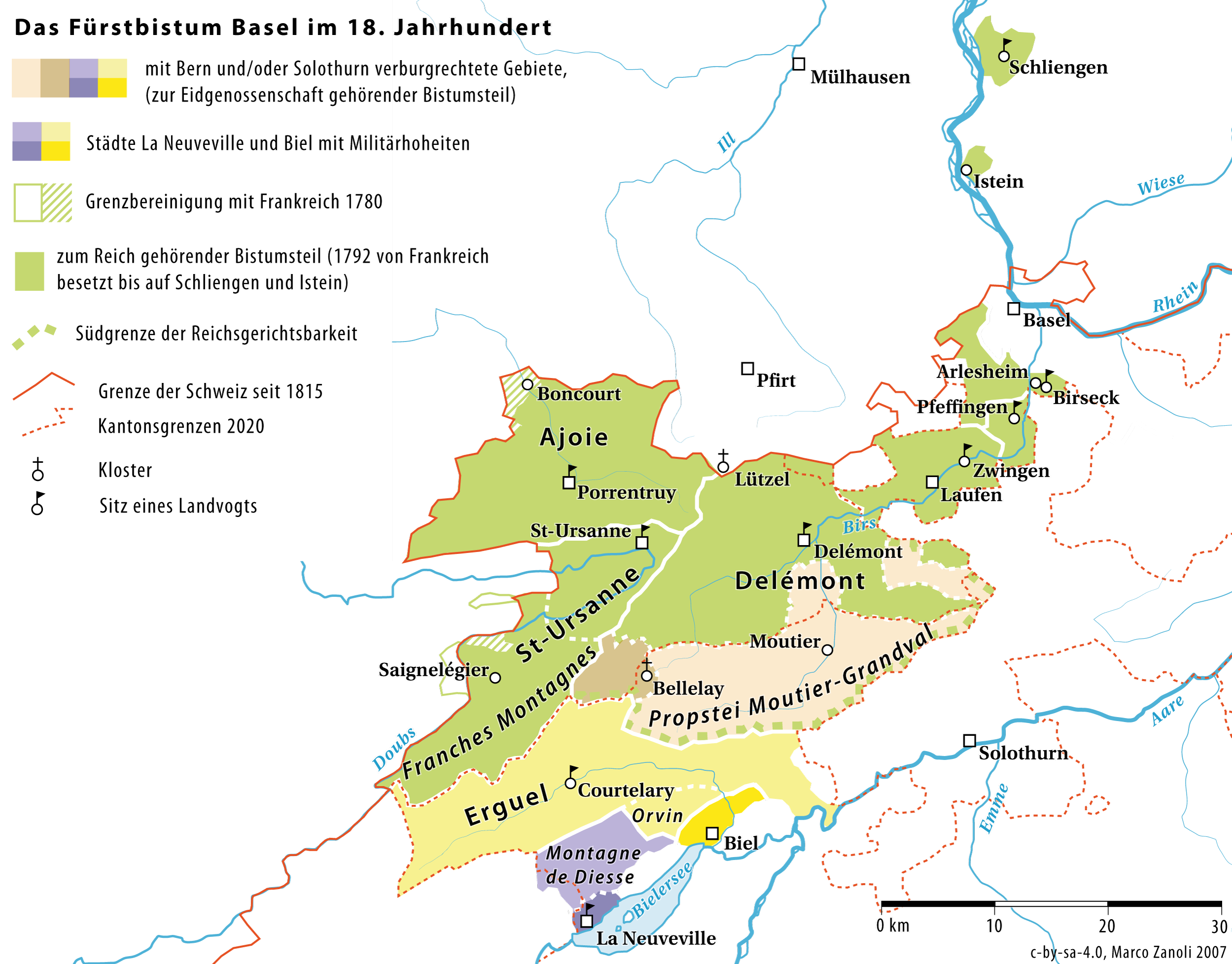
El principado episcopal de Basilea en el siglo XVIII

En 1815, el Congreso de Viena anexionó el territorio del principado episcopal al cantón de Berna. En la década de 1820 surgieron por primera vez iniciativas secesionistas de inspiración liberal. Cinco décadas más tarde, los sectores católicos conservadores se opusieron a la política religiosa bernesa durante el Kulturkampf («combate cultural»), lo que provocó un distanciamiento entre el Jura del Norte, católico, y el Jura del Sur, reformado. No obstante, la resistencia a los intentos de germanización fue de carácter interconfesional. Los estudiosos consideran el verdadero detonante del conflicto del Jura el «escándalo Moeckli» de 1947, cuando el Gran Consejo de Berna se negó a confiar a Georges Moeckli, de origen jurásico, la dirección del Departamento de Obras Públicas porque era francófono. Esta situación inflamó el movimiento separatista y generó tensiones entre, por un lado, el movimiento separatista Rassemblement jurassien (Asamblea Jurásica) y, por el otro, el gobierno cantonal y la organización antiseparatista Force démocratique (Fuerza Democrática). El conflicto del Jura alcanzó su punto álgido en los años 60, cuando el Frente de Liberación Jurásico (Front de libération jurassien) perpetró varios atentados con artefactos explosivos e incendiarios.

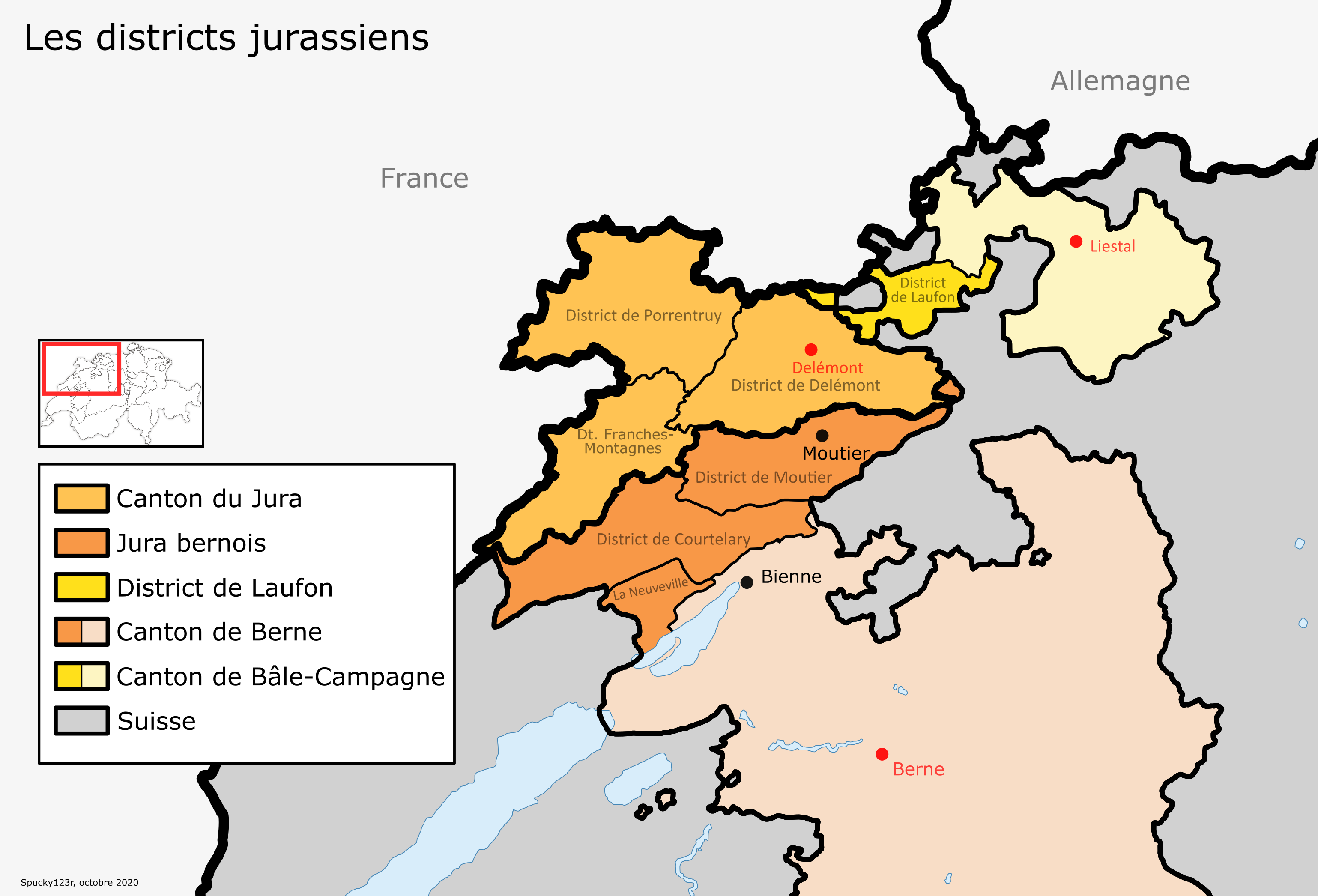
Los siete distritos jurásicos

Desde 1970 se han celebrado varios referendos destinados a resolver el conflicto por vías pacíficas. El 23 de junio de 1974 se aprobó en referéndum por abrumadora mayoría la creación de un nuevo cantón y, en 1975, la parte sur de la región del Jura votó a favor de seguir perteneciendo al cantón de Berna. El cantón del Jura se creó el 1 de enero de 1979 con un territorio limitado a tres distritos del norte de mayoría separatista: Delémont, Franches-Montagnes y Porrentruy. El distrito de Laufen, convertido en exclave, rechazó en 1983 incorporarse al cantón de Basilea-Campiña y optó por permanecer en el cantón de Berna. Sin embargo, tras hacerse público que el cantón de Berna había financiado los movimientos proberneses («asunto de las cajas negras»), el Tribunal Federal invalidó la votación en el distrito de Laufen, cuya población aprobó el traslado al cantón de Basilea-Campiña en la repetición de la votación que se celebró cinco años después, en 1989. Las partes en conflicto trataron entonces de alcanzar una solución política definitiva y en 1994 constituyeron la Asamblea Interjurásica (Assemblée interjurassienne), con el mandato de promover el diálogo entre los habitantes de la región jurásica y de fortalecer la colaboración entre el cantón del Jura y el Jura bernés, y que fue disuelta en 2017. La propuesta de reunificación del cantón del Jura y el Jura bernés planteada por la Asamblea fue rechazada en una votación popular en 2013. No obstante, en 2021 la localidad más grande del Jura bernés, Moutier, aprobó abandonar el cantón de Berna para unirse al cantón del Jura, cambio que deberá hacerse efectivo en 2026.